# ДС-У2-К
ДС-У2-К (- геофизический) — тип советских научно-исследовательских космических аппаратов разработанных в ОКБ-586 (ныне КБ «Южное») и предназначенных для проведения комплексных геофизических исследований верхних слоёв атмосферы приполярного региона Земли.

## История создания
В декабре 1959 года создается Межведомственный научно-технический совет по космическим исследованиям при Академии Наук СССР во главе с академиком М. В. Келдышем, на который возлагается разработка тематических планов по созданию космических аппаратов, выдача основных тематических заданий, научно-техническая координация работ по исследованию и освоению верхних слоёв атмосферы и космического пространства, подготовка вопросов организации международного сотрудничества в космических исследованиях.
Членом Президиума Межведомственного научно-технического совета по космическим исследованиям утверждается М. К. Янгель. В области прикладных задач проведения подобных работ было поручено НИИ-4 Министерства обороны СССР.
В 1962 году в программу второй очереди пусков ракеты-носителя «63С1», были включены космические аппараты «ДС-А1», «ДС-П1», «ДС-МТ» и «ДС-МГ».
Положительные результаты первых работ, подтвердившие перспективность дистанционных методов решения научных и прикладных задач, стимулировали огромный поток заявок на разработки новых научно-исследовательских космических аппаратов с различной целевой аппаратурой на борту.
После проведения поисковых проектных работ по разработки новой модификации исследовательских спутников стало очевидно, что в связи с многообразием исследовательских задач и различиями между требованиями к новой серии, разработать аппарат одного типа было практически невозможно.
В 1963 году было принято решение о создании трёх модификаций унифицированной спутниковой платформы:
- ДС-У1 — неориентированный в пространстве космический аппарат с химическими источниками энергии;
- ДС-У2 — неориентированный в пространстве космический аппарат с солнечными батареями в качестве источника энергии;
- ДС-У3 — ориентированный на Солнце космический аппарат с солнечными батареями в качестве источника энергии.

## Особенности конструкции

### Корпус
Основным узлом каждой модификации унифицированной платформы является герметичный корпус, выполненный из специального алюминиевого сплава — АМг-6, что было продиктовано необходимостью обеспечения определённых климатических условий в середине корпуса аппарата. Цилиндрический корпус длиной 1,46 м и диаметром 0,8 м условно разделён на три отсека:
- отсек научной аппаратуры;
- отсек комплекса основных и вспомогательных систем;
- отсек электроснабжения.

### Солнечные батареи
Солнечная батарея общей площадью 5 м2 представляет собой восьмигранную призму с четырьмя поворотными панелями. Основанием солнечной батареи является штампованный каркас, выполненный из комбинации алюминиевых и магнитных сплавов.
На гранях и торцевых поверхностях каркаса устанавливаются стационарные панели солнечной батареи. Четыре поворотные панели прикреплены к каркасу с помощью поворотных механизмов.
В транспортном положении поворотные панели солнечной батареи закреплены на каркасе в свёрнутом положении. Открепление и установка солнечных панелей происходит во время отделения космического аппарата от ракеты-носителя.
На всех модификациях спутниковых платформ «ДС-У2» и «ДС-У3» применялись фотоэлектрические системы электроснабжения с солнечными батареями кремниевых фотопреобразователей и электрохимическими батареями серебряно-цинковых аккумуляторов.

### Бортовой аппаратный комплекс
Бортовой аппаратный комплекс космического аппарата типа «ДС-У2-ГК» предназначается для командно-информационного, энергетического, климатического и сервисного обеспечения функционирования аппаратуры целевого назначения космического аппарата.
В состав радиотехнического комплекса входит:
- «БРКЛ-Б» — аппаратура командной радиолинии связи, представляет собой узкополосный приёмник-дешифратор переданных с Земли сигналов для преобразования их в команды немедленного исполнения;
- «Краб» — аппаратура радиоконтроля орбиты и телесигнализации представляет собой передатчик высокостабильного двухчастотного когерентного сигнала излучения, который используется наземной станцией для определения орбитальной скорости космического аппарата, а также для передачи информации с датчиков телеметрии;

- «Трал-П2» — аппаратура телеконтроля с запоминающим устройством «ЗУ-2С»;[8]

В состав научной аппаратуры входит:
- «УЭР-1А» — прибор регистрации углового и энергетического распределений электронов;
- «ДА-1А» — анализатор спектра электронов низких энергий;
- «КЛ-1А» — датчик интенсивности космических лучей;[9]
- «МСУ-Ш» — магнитная система успокоения.

## Предназначения платформы
Спутниковая платформа космических аппаратов типа «ДС-У2-К» была предназначена для проведения комплексных геофизических исследований в приполярной областях верхних слоёв атмосферы Земли.
Заказчиками и постановщиками данного научного эксперимента были следующие организации:
- Институт космических исследований АН СССР (ныне — ИКИ РАН);
- Научно-исследовательский институт ядерной физики Московского государственного университета Министерства высшего и среднего специального образования РФСР (ныне — НИИЯФ МГУ);
- Морской гидрофизический институт АН УССР.

## Эксплуатация
На базе платформы «ДС-У2-К» было разработано и запущено 4 июня 1971 года со стартовой площадки космодрома «Плесецк» космический аппарат «Космос-426»

## Результаты экспериментов
В ходе эксплуатации спутниковой платформы «ДС-У2-К» были проведены регулярные наблюдения за геоактивными корпускулами и исследованы анизотропные распределения магнитного поля Земли.
Также в ходе эксперимента измерены структурные параметры верхних слоёв атмосферы и изучено глобальное распределение корпускулярных потоков и определена связь их интенсивности со светимостью полярных сияний.